# Ригли, Филип
Фи́лип Ри́гли (англ. Philip K. Wrigley; 5 декабря 1894 — 12 апреля 1977) — американский предприниматель, президент и председатель совета директоров компании William Wrigley Jr. Company. 

## Биография
Родился 5 декабря 1894 года в Чикаго в семье основателя компании William Wrigley Jr. Company Уильяма Ригли. С юных лет помогал отцу в бизнесе.
В 1925 году Филип Ригли был назначен президентом компании Wrigley. Вскоре для компании наступили непростые времена: в США, а затем и в других наиболее развитых странах капиталистического мира разразилась Великая депрессия. Общее падение спроса на промышленные и продовольственные товары не обошло стороной и продукцию компании Wrigley. В связи с этим Филип Ригли отошёл от агрессивной стратегии развития, которая в течение четырёх десятков лет проповедовалась его отцом, и перешёл к острожной политике удержания рынка.
Начало Второй мировой войны стало стимулом для окончания экономического кризиса. В 1939 году была открыта фабрика Wrigley в Новой Зеландии. Однако вскоре после вступления в войну США у компании Wrigley появились новые проблемы. Мировая война охватила большинство из существующих на тот момент стран мира, враждебные Соединённым Штатам немецкий и японские флоты, действовавшие в Тихом и Атлантическом океанах, делали рискованными морские поставки — и это затрудняло поставки ингредиентов для производства жевательной резинки, прежде всего натурального каучука. Кроме того, экономика США была переориентирована на военные нужды и приоритет в снабжении сырьём отдавался предприятиям военно-промышленного комплекса. Совокупность этих причин привела к тому, что снабжение качественными ингредиентами стало практически невозможным. Чтобы не потерять лояльность потребителей, привыкших к высокому качеству продукции Wrigley, Филип Ригли принимает решение отказаться от массового производства  основных брендов компании: Wrigley's Spearmint, Doublemint и Juicy Fruit. Была разработана специальная «жевательная резинка военного времени», которая, по мнению Филипа Ригли, не соответствовала требованиям, достаточным, чтобы носить имя Wrigley. Она получила название Orbit.
Основываясь на медицинских исследованиях, доказывавших, что процесс жевания снимает напряжение, успокаивает и помогает сосредоточиться, Филип Ригли сумел добиться того, что резинка компании Wrigley попала в состав пайков для военнослужащих вооружённых сил США. До 1944 года для американской армии производились «довоенные» бренды: Wrigley’s Spearmint, Doublemint и Juicy Fruit; однако затем высококачественных компонентов стало поставляться настолько мало, что выпускать жевательную резинку довоенного качества стало невозможно даже для вооружённых сил Соединенных Штатов. Wrigley полностью прекратила производство своих основных сортов, а для нужд армии, как и для гражданского населения поставлялась только «жевательная резинка военного времени».
Культовым маркетинговым ходом Филипа Ригли до сих пор считается рекламная кампания 1944 года, направленная на поддержания имиджа марки Wrigley в памяти потребителей (поскольку сама жевательная резинка до конца войны не выпускалась): на рекламных плакатах была изображена пустая обёртка от жевательной резинки Wrigley's Spearmint с единственной надписью: «Помни эту обёртку!»
После окончания войны Wrigley возобновило производство знаменитой жвачки: в 1946 году на рынок возвращается Wrigley's Spearmint, немного позже возобновляются продажи Juicy Fruit и Doublemint.
Благодаря усилиям Филипа Ригли компания открывает в 1960-е годы ряд фабрик по всему миру: в Маниле (1965), французском Бисхайме (1967), Зальцбурге (1968), Найроби (1971).
В 1961 году Филип Ригли уступает должность президента компании своему сыну Уильяму Ригли III, и избирается председателем Совета директоров компании Wrigley.
Умер в апреле 1977 года.

### Другие проекты
Вместе с основным бизнесом по наследству от отца Филипу Ригли достался бейсбольный клуб «Чикаго Кабс».
Ещё одним делом, которое было начато отцом Филипа Ригли и продолжено им самим стало преобразование острова Санта-Каталина. Была улучшена инфраструктура острова, превратившее его в комфортное место для жизни и отдыха калифорнийцев. Осуществлены бизнес-проекты, которые позволили создать рабочие места для жителей Санта-Каталины и обеспечить материалами собственные строительные объекты на острове: была налажена промышленная добыча кварца и глины, возведён завод строительных материалов и керамических изделий. Большой заслугой Филипа Ригли стали проекты по сохранению природы Санта-Каталины.